# Carlos Septién
Carlos Septién (18 de gener de 1923 - 1978) fou un futbolista mexicà.

## Selecció de Mèxic
Va formar part de l'equip mexicà a la Copa del Món de 1950.